# Antonio da Sangallo (młodszy)
Antonio da Sangallo (młodszy) (właściwie Antonio Cordini, ur. 1484 lub 1485, zm. 1546) – włoski architekt renesansowy, bratanek Giulana da Sangallo. Projektował kościoły, pałace i fortyfikacje. W wieku dwudziestu lat osiadł w Rzymie. W 1513 roku zaprojektował dom dla kardynała Alessandro Farnese, późniejszego papieża Pawła III. W latach 1534–1546 dom został powiększony i przekształcony w pałac.
Antonio da Sangallo uczestniczył w budowie Bazyliki św. Piotra w Rzymie, początkowo jako asystent Bramantego, a od 1520 roku jako główny architekt. Przy budowie pracował razem z Baldassarem Peruzzim. W Rzymie zaprojektował również kościół Santa Maria di Loreto oraz stworzył kaplicę Cappella Paolina. Po śmierci Antonio da Sangallo Paweł III zlecił dokończenie budowy Bazyliki św. Piotra Michałowi Aniołowi.

## Galeria

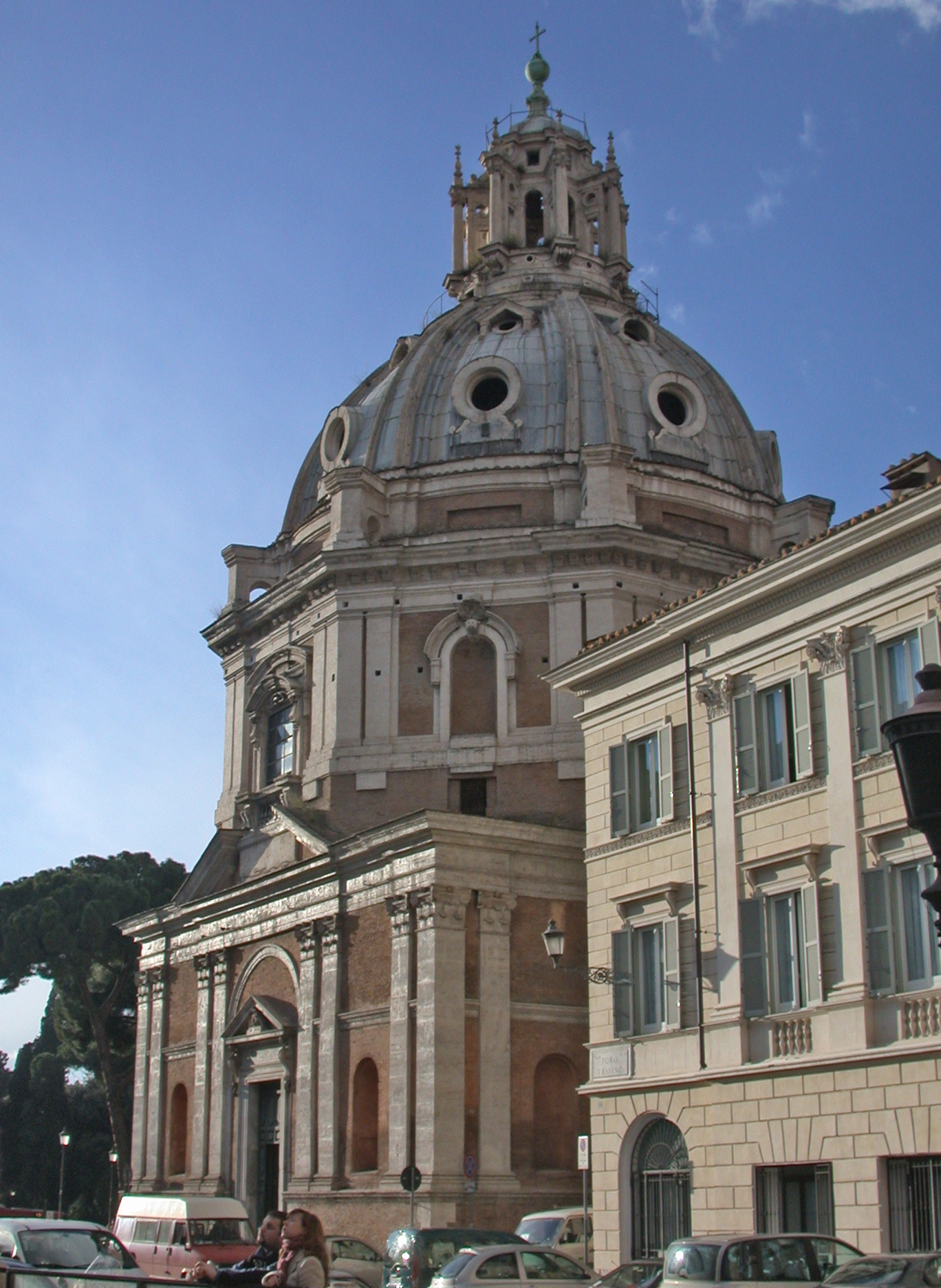
Kościół Santa Maria di Loretto w Rzymie
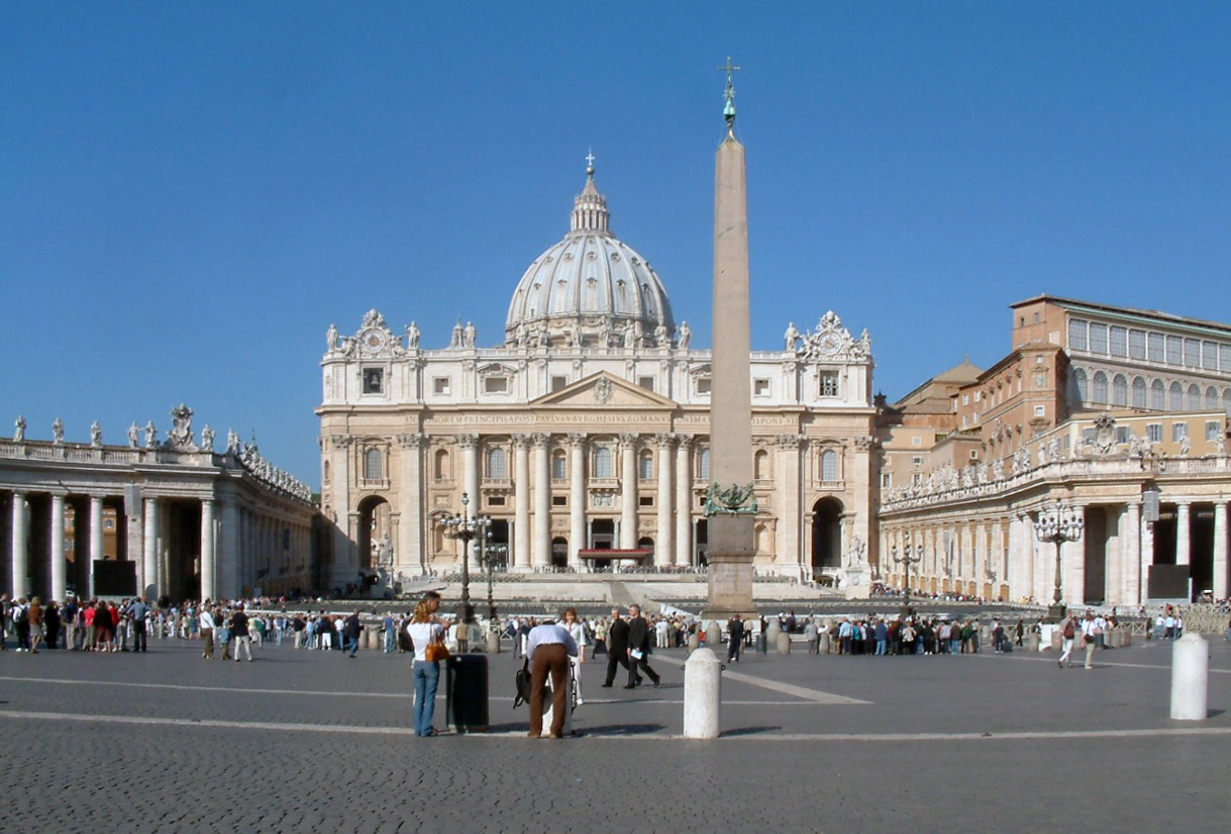
Bazylika św. Piotra w Rzymie
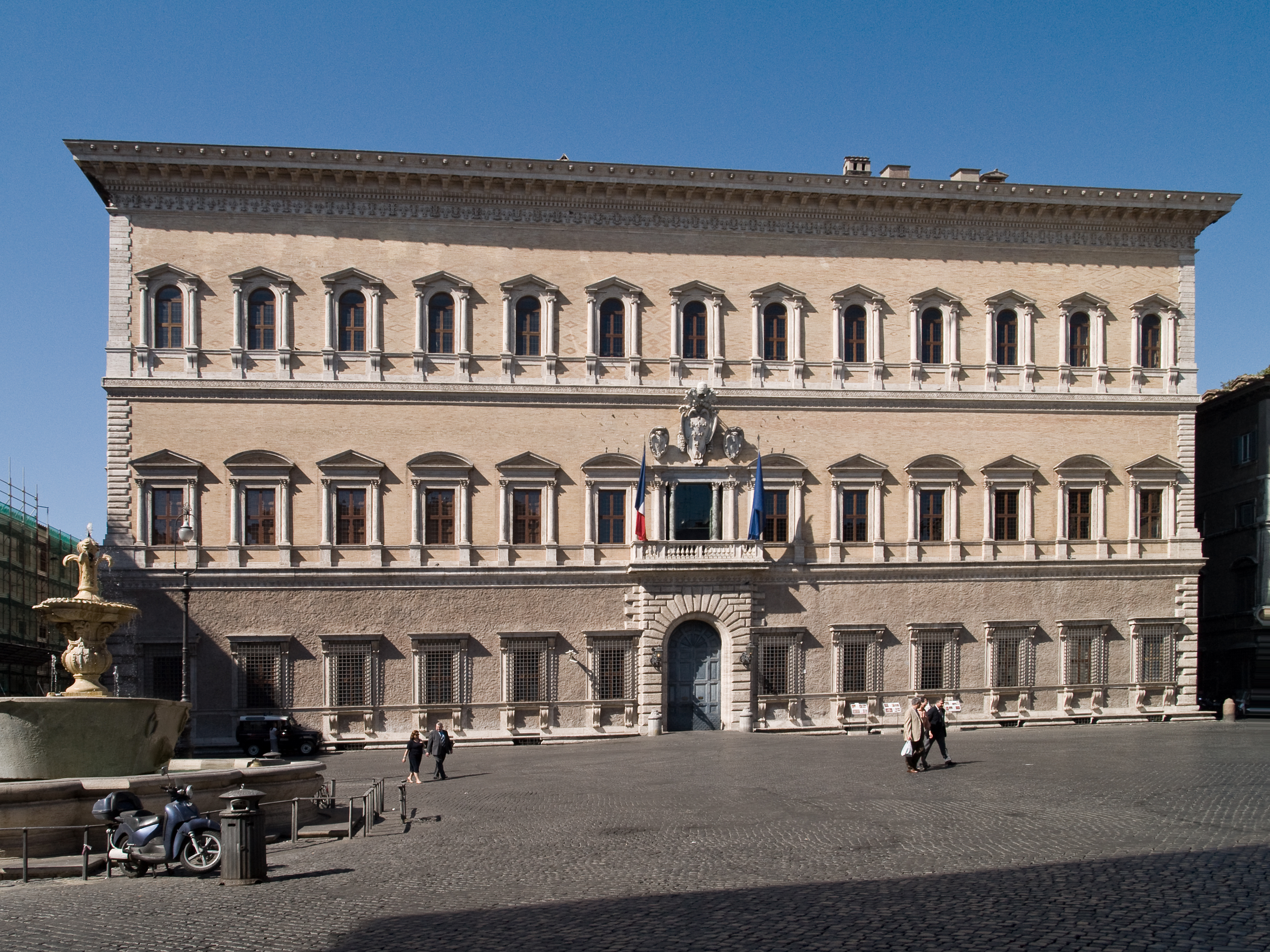
Pałac Farnense w Rzymie